# آرچیل
آرچیل (به فرانسوی: Archail) یک کمون در فرانسه است که در آلپ-دو-اوت-پرووانس واقع شده‌است. آرچیل ۱۲٫۹۹ کیلومتر مربع مساحت دارد ۹۲۰ متر بالاتر از سطح دریا واقع شده‌است.